# Groupe des méthodes pluridisciplinaires contribuant à l'archéologie
Le Groupe des Méthodes Pluridisciplinaires Contribuant à l'Archéologie (GMPCA) est une association loi de 1901. Elle a été créée  en 1976. 

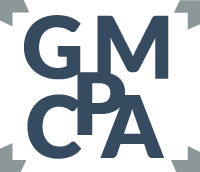
Logo du GMPCA

Un de ses membres fondateurs est Maurice Picon, qui a aussi contribué à fonder l’archéométrie française.
Son objectif est de « servir de liaison et de point de rencontre entre les différents acteurs de l’archéométrie».

## Colloques
Depuis 1977 et tous les deux ans, l’association organise un colloque international appelé « Colloque d’Archéométrie ». Ces colloques permettent aux jeunes chercheurs de présenter leurs travaux et mettent en avant les évolutions des techniques appliquées à l’archéologie.

## Prix de thèse
Le GMPCA accompagne les jeunes chercheurs et, tous les deux ans, attribue son prix de thèse, d’un montant de 1000€, aux deux meilleures thèses du domaine de l’archéométrie. Elles peuvent être rédigées en anglais ou en français.

## Édition
Le GMPCA édite aux Presses Universitaires de Rennes une revue annuelle,  ArchéoSciences, Revue d’Archéométrie depuis 1977.